# 松崎梨央
松崎 梨央（まつざき りお、2001年4月21日 - ）は、日本の歌手、アイドルである。女性アイドルグループ原宿駅前パーティーズ「ふわふわ」のメンバー。ライジングプロダクション所属。
広島県出身。O型。

## 略歴
小学生演歌歌手として広島県呉市を中心に活動し、祭りやイベントなどでステージをこなした。
2010年、全日本カラオケグランプリ中国大会のキッズ部門で優勝。
2013年からピラメキーノや関ジャニの仕分け∞など出演。
2013年8月、初のオリジナル演歌アルバム「ありがとね。」をリリース。
2013年11月末日をもって、それまで所属していたヴォーカルスクールCROONを卒業、12月より、ヴィジョン・ファクトリー（現ライジングプロダクション）所属となり、演歌歌手からポップス歌手に転向する事を発表した。
2015年12月6日、同プロダクションの「NEXTパーティーズ」というタレント研修中のグループから、異なる特色を持つ4チームから構成される女性アイドルグループ「原宿駅前パーティーズ」の中の、最もアイドル性の高いユニット「ふわふわ」に加入。
※ふわふわとしての活動は原宿駅前パーティーズを参照

## 作品

### オリジナル曲
- TOKYOマジック[7]
  - 作詞：shungo.、作曲：Christian Fast、GALAX、Christoffer Lauridsen

## メディア出演
- ピラメキーノ　- ピラメキ演歌歌謡祭 優勝
- 関ジャニの仕分け∞　- 歌うまキッズ
- 暴太郎戦隊ドンブラザーズ ドン23話（2022年8月7日、テレビ朝日） - 女子高生 役

## 舞台出演
- ミュージカル座「ひめゆり」（ミュージカル）（2021年7月）ちよ役